# Kartuzy (gmina)
Kartuzy – gmina miejsko-wiejska w województwie pomorskim, w powiecie kartuskim. W latach 1975–1998 gmina położona była w województwie gdańskim.
Siedzibą gminy jest miasto Kartuzy.
Według danych z 31 marca 2011 gminę zamieszkiwało 32 631 osób. Natomiast według danych z 31 grudnia 2017 gminę zamieszkiwało 33 700 osób.
Według danych z 31 grudnia 2019 gminę zamieszkiwało 34 013 osób.
Na budynku Urzędu Miejskiego w Kartuzach są tablice w języku kaszubskim.

## Podział administracyjny
W skład gminy wchodzą 24 sołectwa: Bącz, Borowo, Brodnica Dolna, Brodnica Górna, Dzierżążno, Głusino, Grzybno, Kaliska, Kiełpino, Kolonia, Kosy, Łapalice, Mezowo, Mirachowo, Nowa Huta, Pomieczyńska Huta, Prokowo, Ręboszewo, Sianowo, Sianowska Huta, Sitno, Smętowo Chmieleńskie, Staniszewo, Stara Huta.

## Struktura powierzchni
Według danych z 2005 gmina Kartuzy ma obszar 205,28 km², w tym:
- użytki rolne: 42%
- użytki leśne: 46%.

Gmina stanowi 18,33% powierzchni powiatu.

## Demografia
Dane z 30 czerwca 2004:
| Opis                              | Ogółem | Ogółem | Kobiety | Kobiety | Mężczyźni | Mężczyźni |
| --------------------------------- | ------ | ------ | ------- | ------- | --------- | --------- |
| jednostka                         | osób   | %      | osób    | %       | osób      | %         |
| populacja                         | 30 850 | 100    | 15 667  | 50,8    | 15 183    | 49,2      |
| gęstość zaludnienia (mieszk./km²) | 150,3  | 150,3  | 76,3    | 76,3    | 74        | 74        |

## Miejscowości
| Tab. 2. Miejscowości podstawowe oraz ich integralne części w administracji gminy Kartuzy, z wyrażeniem ich położenia geograficznego. | Tab. 2. Miejscowości podstawowe oraz ich integralne części w administracji gminy Kartuzy, z wyrażeniem ich położenia geograficznego. | Tab. 2. Miejscowości podstawowe oraz ich integralne części w administracji gminy Kartuzy, z wyrażeniem ich położenia geograficznego. | Tab. 2. Miejscowości podstawowe oraz ich integralne części w administracji gminy Kartuzy, z wyrażeniem ich położenia geograficznego. | Tab. 2. Miejscowości podstawowe oraz ich integralne części w administracji gminy Kartuzy, z wyrażeniem ich położenia geograficznego. |
| Identyfikator SIMC | Nazwa miejscowości | Rodzaj miejscowości | Miejscowość podstawowa lub statystyczna                                                                                              | Położenie geograficzne |
| --- | --- | --- | --- | --- |
| 0163423 | Ameryka | część wsi | Mirachowo | 54°24′13″N 18°00′28″E/54,403611 18,007778                                                                                            |
| 0163110 | Ameryka Dzierżąska | część wsi | Dzierżążno | 54°19′26″N 18°16′13″E/54,323889 18,270278                                                                                            |
| 0162949 | Bącz | wieś | | 54°22′56″N 17°59′36″E/54,382222 17,993333                                                                                            |
| 0163274 | Bernardówka | część wsi | Kiełpino | 54°17′20″N 18°12′35″E/54,288889 18,209722                                                                                            |
| 0163328 | Borowiec | część wsi | Kolonia | 54°24′43″N 18°07′27″E/54,411944 18,124167                                                                                            |
| 0162961 | Borowo | wieś | | 54°19′13″N 18°17′34″E/54,320278 18,292778                                                                                            |
| 0163713 | Bory | część wsi | Staniszewo | 54°24′46″N 18°03′31″E/54,412778 18,058611                                                                                            |
| 0163280 | Bór | część wsi | Kiełpino | 54°17′25″N 18°15′10″E/54,290278 18,252778                                                                                            |
| 0163067 | Brodnica Dolna | wieś | | 54°15′49″N 18°05′43″E/54,263611 18,095278                                                                                            |
| 0162978 | Brodnica Górna | wieś | | 54°16′13″N 18°04′59″E/54,270278 18,083056                                                                                            |
| 0163720 | Bukowa Góra | część wsi | Staniszewo | 54°25′06″N 18°03′50″E/54,418333 18,063889                                                                                            |
| 0163096 | Burchardztwo | kolonia | Burchardztwo | 54°19′13″N 18°13′02″E/54,320278 18,217222                                                                                            |
| 0163370 | Bylowo-Leśnictwo | osada | Kosy | 54°20′22″N 18°10′30″E/54,339444 18,175000                                                                                            |
| 0163430 | Cegielnia | część wsi | Mirachowo | 54°23′40″N 18°00′54″E/54,394444 18,015000                                                                                            |
| 0163334 | Chojna | część wsi | Kolonia | 54°22′47″N 18°06′38″E/54,379722 18,110556                                                                                            |
| 0163630 | Cieszonko | część wsi | Sianowo | 54°23′08″N 18°04′51″E/54,385556 18,080833                                                                                            |
| 0162984 | Dejk | część wsi | Brodnica Górna | 54°17′02″N 18°06′27″E/54,283889 18,107500                                                                                            |
| 0163340 | Diable Kopyto | część wsi | Kolonia | 54°23′18″N 18°06′53″E/54,388333 18,114722                                                                                            |
| 0163104 | Dzierżążno | wieś | | 54°18′57″N 18°16′16″E/54,315833 18,271111                                                                                            |
| 0163140 | Dzierżążno-Leśnictwo | osada leśna | Dzierżążno | 54°19′58″N 18°16′59″E/54,332778 18,283056                                                                                            |
| 0163156 | Głusino | wieś | | 54°24′40″N 18°05′46″E/54,411111 18,096111                                                                                            |
| 0162990 | Grzebieniec | część wsi | Brodnica Górna | 54°17′49″N 18°06′30″E/54,296944 18,108333                                                                                            |
| 0163185 | Grzybno | wieś | | 54°21′10″N 18°13′05″E/54,352778 18,218056                                                                                            |
| 0163191 | Grzybno Dolne | część wsi | Grzybno | 54°21′05″N 18°13′49″E/54,351389 18,230278                                                                                            |
| 0163200 | Grzybno Górne | część wsi | Grzybno | 54°21′19″N 18°12′37″E/54,355278 18,210278                                                                                            |
| 0163245 | Kaliska | osada | Kaliska | 54°20′04″N 18°14′11″E/54,334444 18,236389                                                                                            |
| 0163009 | Kalka | część wsi | Brodnica Górna | 54°17′17″N 18°04′20″E/54,288056 18,072222                                                                                            |
| 0163498 | Kamienna Góra | część wsi | Nowa Huta | 54°25′13″N 18°00′24″E/54,420278 18,006667                                                                                            |
| 0163736 | Kamionka | część wsi | Staniszewo | 54°23′37″N 18°03′54″E/54,393611 18,065000                                                                                            |
| 0163015 | Kamionka | część wsi | Brodnica Górna | 54°15′44″N 18°04′15″E/54,262222 18,070833                                                                                            |
| 0934547 | Kartuzy | miasto | | 54°20′01″N 18°12′10″E/54,333611 18,202778                                                                                            |
| 0163742 | Kępa | część wsi | Staniszewo | 54°24′05″N 18°05′31″E/54,401389 18,091944                                                                                            |
| 0163268 | Kiełpino | wieś | | 54°17′25″N 18°13′39″E/54,290278 18,227500                                                                                            |
| 0163311 | Kolonia | wieś | | 54°23′55″N 18°06′45″E/54,398611 18,112500                                                                                            |
| 0163357 | Kosy | wieś | | 54°19′03″N 18°09′25″E/54,317500 18,156944                                                                                            |
| 0163535 | Kozłowy Staw | część wsi | Łapalice | 54°21′25″N 18°08′05″E/54,356944 18,134722                                                                                            |
| 0163759 | Krzewino | część wsi | Staniszewo | 54°24′04″N 18°03′58″E/54,401111 18,066111                                                                                            |
| 0163587 | Legard | część wsi | Ręboszewo | 54°17′34″N 18°09′18″E/54,292778 18,155000                                                                                            |
| 0163765 | Lesińce | część wsi | Sianowo | 54°23′56″N 18°05′52″E/54,398889 18,097778                                                                                            |
| 0163305 | Leszno | kolonia wsi | Kiełpino | 54°18′14″N 18°12′26″E/54,303889 18,207222                                                                                            |
| 0163386 | Łapalice | wieś | | 54°20′45″N 18°07′45″E/54,345833 18,129167                                                                                            |
| 0163216 | Melgrowa Góra | część wsi | Grzybno | 54°21′53″N 18°12′18″E/54,364722 18,205000                                                                                            |
| 0163400 | Mezowo | wieś | | 54°18′46″N 18°14′23″E/54,312778 18,239722                                                                                            |
| 0163417 | Mirachowo | wieś | | 54°23′43″N 18°01′41″E/54,395278 18,028056                                                                                            |
| 0163446 | Mirachowo | osada leśna | Mirachowo | 54°24′15″N 17°59′48″E/54,404167 17,996667                                                                                            |
| 0163452 | Mirachowo-Wybudowanie | część wsi | Mirachowo | 54°24′31″N 18°01′18″E/54,408611 18,021667                                                                                            |
| 0163647 | Młyńsko | część wsi | Sianowo | 54°22′45″N 18°06′00″E/54,379167 18,100000                                                                                            |
| 0163392 | Mokre Łąki | część wsi | Prokowo | 54°21′49″N 18°08′21″E/54,363611 18,139167                                                                                            |
| 0163021 | Mostki | część wsi | Brodnica Górna | 54°17′27″N 18°05′24″E/54,290833 18,090000                                                                                            |
| 0163038 | Na Łąkach | część wsi | Brodnica Górna | 54°17′06″N 18°06′06″E/54,285000 18,101667                                                                                            |
| 0163481 | Nowa Huta | wieś | | 54°24′57″N 18°01′41″E/54,415833 18,028056                                                                                            |
| 0163162 | Nowinki | część wsi | Głusino | 54°24′53″N 18°06′34″E/54,414722 18,109444                                                                                            |
| 0163512 | Nowiny | część wsi | Pomieczyńska Huta | 54°22′39″N 18°09′06″E/54,377500 18,151667                                                                                            |
| 0162955 | Olszowe Błoto | część wsi | Bącz | 54°22′55″N 18°00′19″E/54,381944 18,005278                                                                                            |
| 0163073 | Ostowo | część wsi | Brodnica Dolna | 54°16′01″N 18°06′43″E/54,266944 18,111944                                                                                            |
| 0163469 | Palestyna | część wsi | Mirachowo | 54°23′31″N 18°00′19″E/54,391944 18,005278                                                                                            |
| 0163222 | Pieciska | część wsi | Grzybno | 54°22′03″N 18°12′56″E/54,367500 18,215556                                                                                            |
| 0163127 | Pikarnia | część wsi | Dzierżążno | 54°18′43″N 18°16′47″E/54,311944 18,279722                                                                                            |
| 0163506 | Pomieczyńska Huta | wieś | | 54°23′19″N 18°10′12″E/54,388611 18,170000                                                                                            |
| 0163529 | Prokowo | wieś | | 54°21′28″N 18°09′59″E/54,357778 18,166389                                                                                            |
| 0163541 | Prokowskie Chrósty | część wsi | Prokowo | 54°21′22″N 18°11′43″E/54,356111 18,195278                                                                                            |
| 0163593 | Przybród | część wsi | Ręboszewo | 54°17′34″N 18°08′18″E/54,292778 18,138333                                                                                            |
| 0163771 | Przytoki | część wsi | Staniszewo | 54°24′52″N 18°03′01″E/54,414444 18,050278                                                                                            |
| 0163788 | Raj | część wsi | Staniszewo | 54°24′20″N 18°03′36″E/54,405556 18,060000                                                                                            |
| 0163570 | Ręboszewo | wieś | | 54°17′24″N 18°07′20″E/54,290000 18,122222                                                                                            |
| 0163239 | Sarnowo | część wsi | Grzybno | 54°22′06″N 18°11′50″E/54,368333 18,197222                                                                                            |
| 0163080 | Sarnówko | część wsi | Brodnica Dolna | 54°16′21″N 18°06′54″E/54,272500 18,115000                                                                                            |
| 0163624 | Sianowo | wieś | | 54°22′59″N 18°05′38″E/54,383056 18,093889                                                                                            |
| 0163682 | Sianowo Leśne | osada | Sianowska Huta | 54°22′45″N 18°08′15″E/54,379167 18,137500                                                                                            |
| 0163653 | Sianowska Huta | wieś | | 54°23′26″N 18°08′15″E/54,390556 18,137500                                                                                            |
| 0163558 | Sitna Góra | kolonia | Prokowo | 54°22′45″N 18°10′48″E/54,379167 18,180000                                                                                            |
| 0163699 | Sitno | wieś | | 54°20′19″N 18°18′01″E/54,338611 18,300278                                                                                            |
| 0163601 | Smętowo Chmieleńskie | wieś | | 54°18′09″N 18°09′00″E/54,302500 18,150000                                                                                            |
| 0163363 | Smętowo Leśne | osada leśna wsi | Kosy | 54°17′39″N 18°09′19″E/54,294167 18,155278                                                                                            |
| 0163133 | Smolarnia | część wsi | Dzierżążno | 54°18′24″N 18°16′18″E/54,306667 18,271667                                                                                            |
| 0163660 | Smolne Błoto | część wsi | Sianowska Huta | 54°23′45″N 18°09′20″E/54,395833 18,155556                                                                                            |
| 0163707 | Staniszewo | wieś | | 54°23′44″N 18°04′41″E/54,395556 18,078056                                                                                            |
| 0163802 | Stara Huta | wieś | | 54°25′27″N 18°03′05″E/54,424167 18,051389                                                                                            |
| 0163179 | Stążki | część wsi | Głusino | 54°25′31″N 18°06′06″E/54,425278 18,101667                                                                                            |
| 0163475 | Strysza Buda | wieś | | 54°23′59″N 18°02′45″E/54,399722 18,045833                                                                                            |
| 0163794 | Szade Góry | część wsi | Staniszewo | 54°24′53″N 18°04′52″E/54,414722 18,081111                                                                                            |
| 0163044 | Szklana Huta | część wsi | Brodnica Górna | 54°17′40″N 18°05′15″E/54,294444 18,087500                                                                                            |
| 0163618 | Szrotowo | część wsi | Smętowo Chmieleńskie | 54°18′03″N 18°08′01″E/54,300833 18,133611                                                                                            |
| 0163297 | Trątkowice | część wsi | Kiełpino | 54°17′13″N 18°15′13″E/54,286944 18,253611                                                                                            |
| 0163564 | Ucisk | część kolonii | Sitna Góra | 54°22′47″N 18°11′42″E/54,379722 18,195000                                                                                            |
| 0163676 | Welk | część wsi | Sianowska Huta | 54°23′04″N 18°08′49″E/54,384444 18,146944                                                                                            |
| 0163050 | Złota Góra | część wsi | Brodnica Górna | 54°16′42″N 18°05′59″E/54,278333 18,099722                                                                                            |
| Źródła: Wykaz urzędowych nazw miejscowości i ich części(xls),Zbiory danych państwowego rejestru nazw geograficznych -2025-03-24      | | | | |

- Piramida wieku mieszkańców gminy Kartuzy w 2014[1]:

## Pozostałe miejscowości niesołeckie
Bernardówka, Borowiec, Bór-Okola, Bukowa Góra, Burchardztwo, Bylowo-Leśnictwo, Chojna, Cieszonko, Dzierżążno-Leśnictwo, Grzybno Górne, Kamienna Góra, Kalka, Kamionka, Kępa, Kozłowy Staw, Krzewino, Lesińce, Leszno, Melgrowa Góra, Mirachowo (osada leśna), Młyńsko, Mokre Łąki, Nowinki, Nowiny, Olszowe Błoto, Ostowo, Pieciska, Pikarnia, Prokowskie Chrósty, Przybród, Przytoki, Raj, Sarnowo, Sarnówko, Sianowo Leśne, Sitna Góra, Smętowo Leśne, Smolne Błoto, Stążki, Strysza Buda, Szade Góry, Szklana Huta, Szrotowo, Ucisk, Złota Góra.

## Ochrona przyrody
- Kaszubski Park Krajobrazowy
- Lasy Mirachowskie
- Rezerwat przyrody Jezioro Lubogoszcz
- Rezerwat przyrody Jezioro Turzycowe
- Rezerwat przyrody Kurze Grzędy
- Rezerwat przyrody Leśne Oczko
- Rezerwat przyrody Staniszewskie Błoto
- Rezerwat przyrody Staniszewskie Zdroje
- Rezerwat przyrody Szczelina Lechicka
- Rezerwat przyrody Zamkowa Góra
- Rezerwat przyrody Żurawie Błota

## Sąsiednie gminy
Chmielno, Linia, Przodkowo, Sierakowice, Somonino, Stężyca, Szemud, Żukowo.